# إندرو ف. ضد مقاطعة دوغلاس التعليمية RE-1
قضية إندرو ف. ضد منطقة مدارس مقاطعة دوغلاس RE–1، 580 المحكمة العليا للولايات المتحدة (2017)، هي قضية نظرت فيها المحكمة العليا في الولايات المتحدة، وقضت بأن قانون تعليم الأفراد ذوي الإعاقات يقتضي أن توفّر المدارس تعليمًا "يُحسب له حساب معقول لتمكين الطفل من تحقيق تقدم يتناسب مع ظروفه الشخصية".
في رأي موحّد كتبه رئيس المحكمة القاضي جون روبرتس، أبطل رئيس المحكمة العليا للولايات المتحدة حكم محكمة الاستئناف الأمريكية للدائرة العاشرة.
كانت المسألة الأساسية في القضية تتعلق بـ"مستوى الفائدة التعليمية التي يجب أن توفرها المناطق المدرسية للطلاب ذوي الإعاقات كما يعرّفهم قانون تعليم الأفراد ذوي الإعاقات". وقد رأت المحكمة العليا أن المعيار المناسب بموجب قانون تعليم الأفراد ذوي الإعاقات"أكثر صرامة بكثير من معيار 'أكثر بقليل من الحد الأدنى التافه' الذي طبقته الدائرة العاشرة".
وأوضحت المحكمة أن التقدّم الحقيقي و"الطموح بشكل مناسب" يتجاوز ما توصلت إليه المحاكم الأدنى. غير أن المحكمة رفضت معيار المساواة الصارمة في الوصول أو الفرص المتكافئة لتعليم مجاني ومناسب كما اقترحه المدّعون. وقد وصف المدافعون هذه القضية بأنها "أهم قضية تتعلق بالتعليم الخاص تصل إلى المحكمة العليا خلال ثلاثة عقود".

## خلفية القضية
في سنة 2010، بدأ إندرو، الذي كان حينها في الصف الخامس في مدرسة سامِت فيو الابتدائية التابعة لمنطقة مدارس مقاطعة دوغلاس RE–1 في كولورادو، يُظهر "مشاكل سلوكية شديدة". فقامت عائلته بسحبه من مدرسة سامِت فيو وسجّلته في مدرسة متخصصة للأطفال المصابين بالتوحد تُدعى "فايرفلاي أوتِزِم هاوس" في دنفر، وتبلغ رسومها السنوية 70,000 دولار.
طالبت العائلة بتعويض عن رسوم مدرسة فايرفلاي، مدّعية أن منطقة مدارس مقاطعة دوغلاس لم تفِ بمتطلبات قانون قانون تعليم الأفراد ذوي الإعاقات.
في 15 أيّار 2016، خسرت العائلة القضية أمام محكمة الاستئناف الأمريكية للدائرة العاشرة، والتي ترأّسها القضاة هاريس هارتز، وتيموثي تيمكوفيتش، وغريغوري أ. فيليبس.
وقد استندت حجتهم إلى أن "القانون الفيدرالي يتطلب فقط أن تقدم المدارس للطلاب 'بعض الفائدة التعليمية'". وفي مذكرة صديق للمحكمة قدّمها مكتب المحامي العام، حثّ المحكمة العليا على النظر في القضية، مشيرًا إلى أن محكمة الاستئناف للدائرة العاشرة "وضعت سقفًا منخفضًا جدًا – معيار 'فائدة تعليمية تفوق بالكاد الحد الأدنى'".
"على مدى أكثر من ثلاثين عامًا، كانت هذه المحكمة ترى أنه إذا وفرت الولاية برنامجًا 'يُحسب له حساب معقول لتمكين الطفل من تلقي فوائد تعليمية'، فهي بذلك قد امتثلت للالتزامات التي فرضها الكونغرس ولا يمكن للمحاكم أن تطلب أكثر من ذلك... لا أي ولي أمر أو مربي في أمريكا سيقول إن الطفل قد تلقى تعليمًا 'مناسبًا' أو 'ملائمًا بشكل خاص' أو 'صحيحًا' في ظل الظروف حين تكون كل الفوائد التي حصل عليها لا تتعدى بالكاد كونها تافهة."
— مذكرة صديق المحكمة من مكتب المحامي العام، 18 آب 2016

## المحكمة العليا تتناول القضية
في أيلول 2016، أعلنت المحكمة العليا للولايات المتحدة أنها ستنظر في هذه القضية "ذات الإمكانات المفصلية" التي رفعها "زوجان من مقاطعة دوغلاس يزعمان أن ابنهما المصاب بالتوحد لم يتلقَ تعليمًا كافيًا في النظام المدرسي العام كما يقتضي القانون الفيدرالي".
كان الوصول إلى التعليم العام بموجب قانون تعليم الأفراد ذوي الإعاقات قد أُقرّ من قبل المحكمة العليا في سنة 1982 في قضية مجلس التعليم ضد راولي، إلا أن جودة التعليم المضمون للطلاب ذوي الإعاقات بموجب القانون لم تكن قد نوقشت سابقًا.
وتحمل هذه القضية قدرة على "التأثير على تعليم 6.7 مليون طفل من ذوي الإعاقات"، في وقت تحاول فيه المحكمة "أن تقرر ما إذا كان ينبغي عليها مطالبة المدارس العامة ببذل المزيد بموجب قانون فيدرالي يفرض عليها تقديم تعليم مجاني يلبّي احتياجات الأطفال".
في مذكرة صديق المحكمة من مكتب المحامي العام، تم التنبيه إلى أن "حل النزاع بين الدوائر القضائية سيضمن أن ملايين الأطفال ذوي الإعاقات يحصلون على مستوى تعليمي متناسق، مع تزويد أولياء الأمور والمعلمين بإرشادات ضرورية حول حقوقهم والتزاماتهم".
في 21 تشرين الثاني 2016، قدم 118 مشرعًا مذكرة مشتركة من مجلسي الكونغرس لدعم حق الطلاب ذوي الإعاقات في الحصول على تعليم عام "ذو مغزى". ومنذ آب 2016، قدّمت عدة جهات مذكرات دعم للطفل، منها الرابطة الوطنية للتعليم، وهي أكبر نقابة في الولايات المتحدة، ومسؤولون سابقون في وزارة التعليم الأمريكية، والشبكة الوطنية لحقوق ذوي الإعاقة، ومجلس محامي وأولياء أمور الأطفال، والمركز الوطني للتعليم الخاص في المدارس المستقلة، وجهات أخرى.

## مرافعات المحكمة العليا
أعرب القضاة ستيفن ج. براير، وصامويل أ. أليتو الابن، وأنطوني م. كينيدي عن قلقهم إزاء تداعيات تنفيذ قانون تعليم الأفراد ذوي الإعاقات مع تغييرات في معايير جودة التعليم. وقد حذّر القاضي براير من التكاليف المتزايدة المحتملة للتقاضي، مثل الدعاوى الزائدة. في حين تساءل القاضي كينيدي عن التكلفة المالية على المناطق التي تضم طلابًا يعانون من إعاقات شديدة؛ وأبدى القاضي أليتو قلقًا بشأن العبء على المناطق المدرسية الفقيرة.
لم تتناول جميع محاكم الاستئناف الإحدى عشرة قضية المعايير، ومن بين تلك التي تناولتها، لم تعتمد سوى اثنتين معيار "الفائدة التعليمية ذات المغزى". وستقرر المحكمة العليا ما إذا كان يجب تطبيق معيار موحد على المستوى الوطني. وقد عبّر القاضي أليتو عن انزعاجه من "الكم الهائل من الكلمات" التي صدرت خلال ثلاثين عامًا من جلسات محاكم الاستئناف، والتي قدمت وجهات نظر مختلفة بشأن المعايير.
استشهدت القاضية روث بادر غينسبورغ بقضية مجلس التعليم ضد راولي (1982) والتي حكمت فيها المحكمة أن المدارس العامة "غير ملزمة قانونًا بتوفير مترجمي لغة إشارة للطلاب الصم الذين يتلقون تعليمًا مكافئًا وكافيًا من حيث المبدأ".
طالب محامي الوالدين، جيفري ل. فيشر، بأن تُقدِّم المدارس "فرصًا تعليمية متساوية بشكل جوهري"، مشيرًا إلى أن التكاليف في معظم الحالات تتعلق بـ"أشياء مثل توفير كتب برايل، أو جهاز آيباد، أو بعض التعليم المتخصص من قِبل عضو من الطاقم التعليمي الموجود أصلاً... [و] ستكون هناك بعض الحالات القصوى... [لكن] القانون لا يسمح بأن تكون الكلفة مبررًا يتغلب على ما يفرضه القانون. على المدارس أن توفر "مستوى من الخدمات التعليمية مصممًا لتمكين الطفل من التقدم من صف إلى آخر ضمن المنهاج العام".

## روابط خارجية
- Text of Endrew F. v. Douglas County School District RE–1, 580 U.S. ___ (2017) is available from: Google Scholar Justia Oyez (oral argument audio) Supreme
- Court (slip opinion)